# Homotrigona fimbriata
Homotrigona fimbriata är en biart som först beskrevs av Smith 1857.  Homotrigona fimbriata ingår i släktet Homotrigona och familjen långtungebin. Inga underarter finns listade.

## Utseende
Arten är ett förhållandevis stort bi för att vara gaddlöst bi (som å andra sidan är småvuxna). Utseendemässigt är arten mycket variabel, med både gulaktiga och nästan melanistiska (helsvarta) former. Dessutom finns det blandformer, både sådana med ljusare huvuden och mörkare bakkroppar och sådana med helt motsatt färgfördelning.

## Ekologi
Släktet Homotrigona tillhör de gaddlösa bina, ett tribus (Meliponini) av sociala bin som saknar fungerande gadd. De har dock kraftiga käkar, och kan bitas ordentligt.
Homotrigona fimbriata är en bland flera gaddlösa bin, som inte bara försvarar sina bon aggressivt, utan även nektarkällorna, som bevakas av en vaktstyrka på 5 till 10 bin. De uppvisar ett oförskräckt hotbetende med utspärrade mandibler och resta vingar mot andra bin som försöker besöka "deras" blommor, och kan skrämma bort så stora arter som honungsbin. Om hotbeteendet inte hjälper, kan de bita ben och huvud av motståndarna. Så långt går det i regel endast om motståndaren själv uppvisar ett liknande aggressivt beteende, som exempelvis Tetrigona apicalis.

## Utbredning
Homotrigona fimbriata är en sydöstasiatisk art som påträffats i Myanmar, Laos, Kambodja, Singapore, Malaysia (Sabah), Indonesien och Nya Guinea